# Desirée Martín
Dèsirée Martín Peraza es una fotógrafa española que en 2007 obtuvo el Premio Ortega y Gasset en la categoría de periodismo gráfico.

## Biografía
Martín, nacida en Tenerife, es licenciada en Biología. Se ha dedicado de forma profesional al fotoperiodismo, particularmente al reportaje social y el documentalismo.
Ha trabajado con el periódico El Día y como fotógrafa en la Agencia Canaria de Noticias (ACAN). Además es corresponsal en las Islas Canarias para la agencia de noticias France-Presse.
Además de otros premios, obtuvo en 2007 el Premio Ortega y Gasset en la categoría de fotoperiodismo por la imagen Cayuco en las costas de Tenerife, difundida por la Agencia EFE.